# Mr. Paul McCartney
Mr. Paul McCartney ist ein im Jahr 1970 veröffentlichtes Lied der deutschen Schlagerikone Marianne Rosenberg, das die Verehrung Paul McCartneys zum Thema hat.

## Inhalt
Das Lied wurde von Joachim Heider und Fred Jay geschrieben. Als Produzent fungierte Thomas Meisel. Die Single erschien im Januar 1970 mit der B-Seite Wer Liebe sucht bei dem Plattenlabel Philips. Die Originalversion konnte sich auf Platz 33 der deutschen Charts platzieren. Das Lied handelt von dem lyrischen Ich, das 12 Mal Paul McCartney Autogrammpost auf rosa Briefpapier schrieb, doch nie eine Antwort erhielt. Außerdem betont das Ich, dass es McCartneys größter Fan sei und keiner ihn so sehr liebe wie sie ihn, auch wenn seine anderen weiblichen Fans besser aussehen würden.

## Charts und Chartplatzierungen
Mr. Paul McCartney stieg erstmals am 1. Juni 1970 auf Rang 39 in die deutschen Singlecharts ein. Nach dieser Halbmonatsausgabe verließ das Lied wieder die Charts, stieg aber am 15. Juli 1970 nochmals auf Rang 33 ein, was zugleich die beste Chartnotierung ist. Nach einer Chartausgabe verließ es wieder die Charts, sodass es sich insgesamt zwei Halbmonatsausgaben (≈ 4 Wochen) in den Charts platzieren konnte. Für Marianne Rosenberg avancierte Mr. Paul McCartney zum ersten Charthit in Deutschland.
| ChartsChartplatzierungen | Höchstplatzierung | Wochen |
| ------------------------ | ----------------- | ------ |
| Deutschland (GfK)        | 33 (4 Wo.)        | 4      |